# Ceremony of Opposites
 (juillet 2017).
Si vous disposez d'ouvrages ou d'articles de référence ou si vous connaissez des sites web de qualité traitant du thème abordé ici, merci de compléter l'article en donnant les références utiles à sa vérifiabilité et en les liant à la section « Notes et références ».
Albums de Samael
Blood Ritual
(1992) Passage
(1996)
Ceremony of Opposites est le troisième album studio du groupe de metal suisse Samael, sorti en 1994.

## Présentation
Ceremony of Opposites est la deuxième production du groupe avec Century Media Records après avoir quitté le label français Osmose Productions.
Bien que le sujet de l'album soit similaire aux réalisations antérieures (références à Aleister Crowley, le satanisme et le blasphème), Samael montre également ses premiers signes d'intérêt pour la musique industrielle, une direction vers laquelle il va s'orienter sur de futurs albums, abandonnant le black metal de ses débuts. Une influence groove metal est également présente, mais elle ne sera que peu développée par la suite.
Il est produit par Waldemar Sorychta qui a également travaillé sur des enregistrements de Lacuna Coil, Tiamat, Moonspell, entre autres.

### Rééditions
À partir de 2000, le label Century Media réédite l'album, dans son intégralité, sur des compilations incluant un second album ou EP.
Ainsi, en 2000, sort, en Allemagne, un box set double CD avec l'album Passage (1996).
En février 2001, c'est avec l'EP Rebellion (1995) qu'il est réédité pour le 10e anniversaire du label aux États-Unis. Cette version, sur un seul CD, inclus un titre bonus intitulé Instrumental / Static Journey (German version) de 12 min 41 s.
Et, en novembre 2005, à nouveau en Allemagne, l'ensemble Ceremony of Opposites - Rebellion est remastérisé.
À noter qu'il est également inclus dans les coffrets reprenant la discographie du groupe :
- en 2003, dans Since the Creation (un box set de 6 vinyles en édition limitée, numérotée, regroupant la discographie du groupe jusqu'à 1999)[13] ;
- en 2010, dans A Decade In Hell (un coffret en 9 CD + 2 DVD, en édition limitée, numérotée, contenant tous les enregistrements que le groupe a faits chez Century Media)[14].

### Réception critique
Lors de la sortie, Ceremony of Opposites est récompensé par la critique musicale et les fans du groupe.
En 2005, l'album est classé en 284e position dans le livre The 500 Greatest Rock & Metal Albums of All Time, du magazine mensuel allemand Rock Hard, spécialisé dans le hard rock et le heavy metal.

## Liste des titres
Toutes les paroles sont écrites par "Vorph" Vorphalack, toute la musique est composée par "Vorph" Vorphalack et "Xy" Xytras.
| 1.    | Black Trip                | 3:19 |
| 2.    | Celebration of the Fourth | 2:54 |
| 3.    | Son of Earth              | 3:59 |
| 4.    | Till We Meet Again        | 4:12 |
| 5.    | Mask of the Red Death     | 3:04 |
| 6.    | Baphomet's Throne         | 3:31 |
| 7.    | Flagellation              | 3:42 |
| 8.    | Crown                     | 4:06 |
| 9.    | To Our Martyrs            | 2:37 |
| 10.   | Ceremony of Opposites     | 4:39 |
| 36:03 |                           |      |

## Crédits
| - "Vorph" Vorphalack : chant, guitares - "Xy" Xytras : batterie - Masmiseim : basse - Rodolphe H. : claviers, sampler | - Production, ingénierie, mixage : Waldemar Sorychta - Arrangements : Vorphalack, Xytras - Ingénierie (assistant) : Siggi Bemm - Artwork : Eric Vuille |